# 叶海亚·萨雷亚

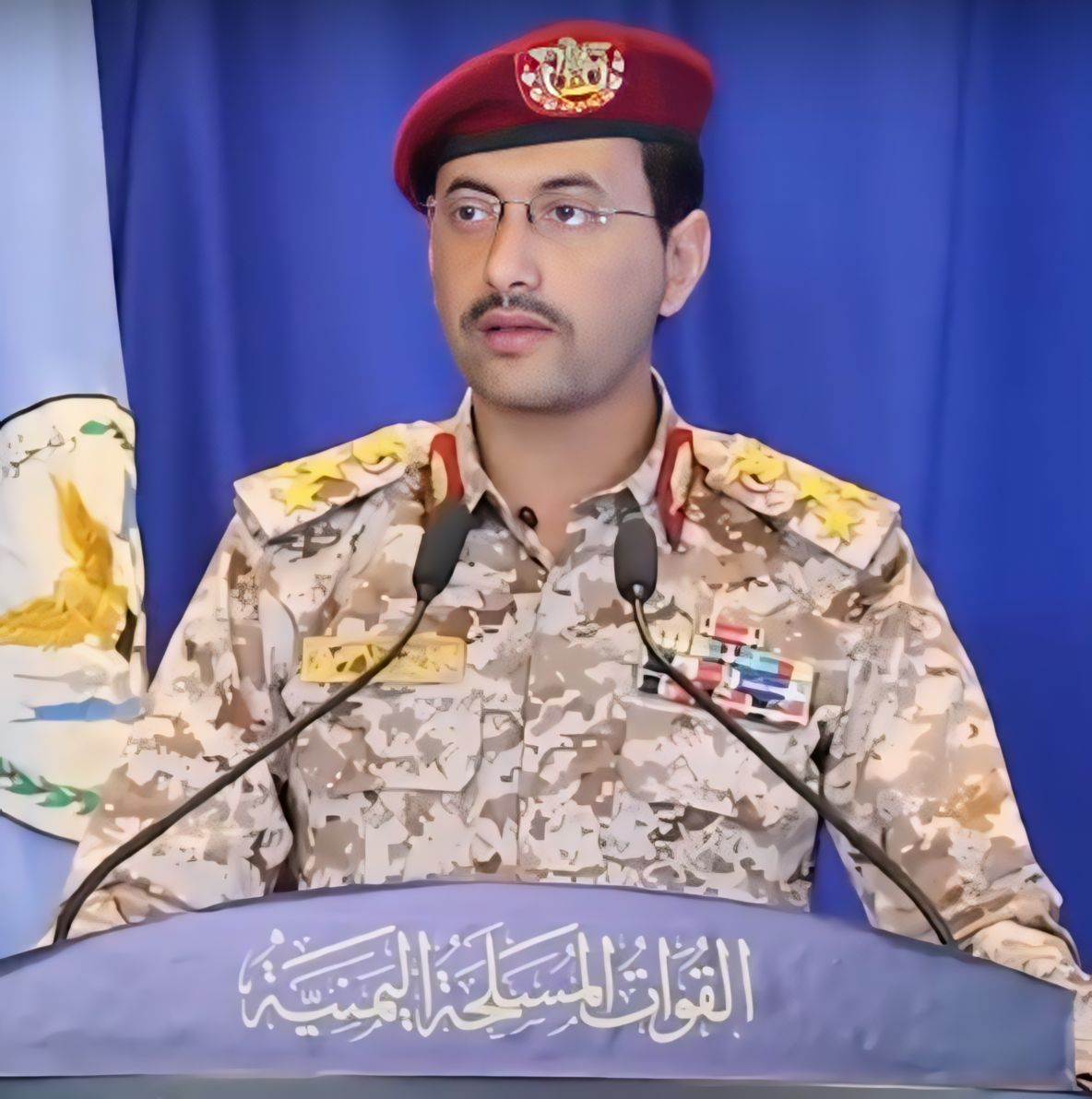
叶海亚·萨雷亚

叶海亚·萨雷亚 (阿拉伯語： يحيى قاسم سريع，1970年—）是一名也门军官，是最高政治委员会领导下的也门武装部队的发言人。 

## 生平
叶海亚·萨雷亚生于萨达。 他拥有政治学学士和硕士学位。 
也门内战爆發后，叶海亚·萨雷亚加入也门武装部队。 2017年，他已晋升为上校。 
2018年，他晋至升准將。 2018年10月17日，他出任也门武装部队官方发言人。 